# Myomère
Pour les articles homonymes, voir Chevron.

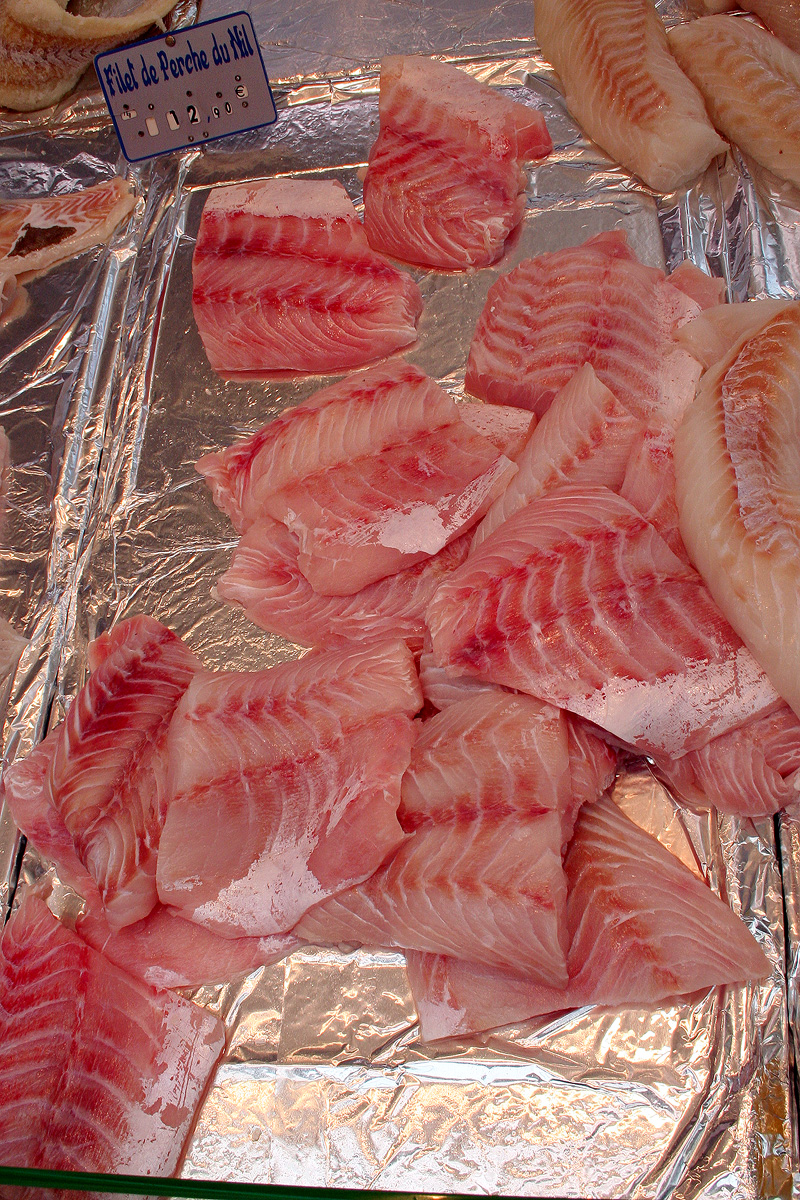
Filets de perche du Nil laissant apparaître les structures de myomères (lignes).

Les myomères sont des ensembles de tissus musculaires généralement présents chez les chordés.
En général, ils ont des formes en « V » ou en « W », d'où leur nom de muscles en chevrons. Ils sont interconnectés avec d'autres tissus et sont bien visibles dans les larves des poissons ou chez le protée anguillard. 

Le décompte des myomères est parfois utilisé pour identifier des spécimens car leur nombre correspond à celui du nombre de vertèbres chez les spécimens adultes.